# Robert Tonge
 (janvier 2016).
Pour les articles homonymes, voir Tonge.
Robert Tonge est un homme politique dominicais.

## Biographie
Il est ministre du Tourisme et de l’Aménagement urbain  dans le gouvernement de Roosevelt Skerrit.